# Talang Seleman
Talang Seleman is een bestuurslaag in het regentschap Ogan Ilir van de provincie Zuid-Sumatra, Indonesië. Talang Seleman telt 1567 inwoners (volkstelling 2010).